# Tren de la Salud
El Tren de la Salud fue una iniciativa realizada en Chile entre 1971 y 1973, en la cual un tren de la Empresa de los Ferrocarriles del Estado recorrió la zona centro y sur del país realizando atenciones médicas gratuitas en localidades que carecían de dichos servicios. Junto con el Tren Popular de la Cultura, es considerada una iniciativa pionera que buscaba acercar a distintas poblaciones del país servicios que se encontraban en las grandes ciudades.

## Historia
El principal gestor de la iniciativa fue el doctor Juan Carlos Gómez, quien junto al Servicio Nacional de Salud (SNS) y la Empresa de los Ferrocarriles del Estado —esta última dirigida por Nahum Castro— planificó trasladar en tren por las provincias del sur de Chile a un grupo de médicos, odontólogos, enfermeras y paramédicos, además de estudiantes de medicina y odontología de los últimos años en las universidades de Chile y de Concepción, además de una intérprete de mapudungun. La doctora Haydée Alarcón fue nombrada directora del Tren de la Salud.
El primer Tren de la Salud estaba compuesto por un hospital de campaña conformado por 7 carros junto a un coche dormitorio y a un comedor con su cocina. Realizó su recorrido entre el 31 de enero y el 6 de marzo de 1971, visitando localidades del sur de Chile en las provincias de Malleco, Cautín y Arauco, y realizando más de 40 000 atenciones sanitarias a más de 20 000 personas. El 9 de marzo de 1971 se realizó en el Salón de Honor del Colegio Médico de Chile una ceremonia para condecorar a los 61 profesionales de la salud que participaron como voluntarios en el primer recorrido del Tren de la Salud.
El segundo recorrido se realizó entre el 16 de agosto y el 15 de noviembre de 1971, recorriendo las provincias de Arauco, Cautín y Malleco. Se realizaron 138 000 atenciones, entre las cuales se contaron atenciones oftalmológicas a 1500 pacientes y se distribuyeron 800 pares de anteojos. Las principales localidades recorridas por el tren fueron Los Álamos, Antihuala, Licanquén, Peleco, Contulmo, Purén, Los Sauces, Galvarino, Curacautín, Lonquimay, Perquenco, Vilcún, Carahue, Teodoro Schmidt y Cunco.
El tercer y último recorrido del Tren de la Salud se inició el 1 de diciembre de 1972 —realizando sus primeras atenciones en Nacimiento— y finalizó el 5 de marzo de 1973. Durante los 3 meses de recorrido por las provincias de Arauco, Biobío, Malleco y Cautín se realizaron más de 20 000 atenciones médicas.
Tras el golpe de Estado del 11 de septiembre de 1973 el Tren de la Salud fue suprimido. Haydée Alarcón fue detenida y posteriormente exiliada a México, en donde replicó el modelo bajo el formato de «Bus de la Salud», con un vehículo que llevaba atenciones odontológicas a comunidades indígenas en los alrededores de Guadalajara.